# هیروهیده آداچی
هیروهیده آداچی (انگلیسی: Hirohide Adachi؛ زادهٔ ۱۷ آوریل ۱۹۹۹) بازیکن فوتبال اهل ژاپن است.
از باشگاه‌هایی که در آن بازی کرده‌است می‌توان به باشگاه فوتبال گامبا اوساکا اشاره کرد.